# اشتال، اتریش
اشتال  (به آلمانی: Stall) یک منطقهٔ مسکونی در اتریش است که در ناحیه اشپیتال آن در دراو واقع شده‌است. اشتال  ۱٬۸۶۸ نفر جمعیت دارد.